# Кафр-Шамс
Кафр-Шамс (англ. Kafr Shams, араб. كفر شمس) — містечко в Сирії, що об'єднує друзьку общину в нохії Ес-Санамейн, яка входить до складу мінтаки Ес-Санамейн у південній сирійській мухафазі Дара.